# 布萊克斯 (伊利諾伊州)
布萊克斯（英語：Blacks）是位於美國伊利諾伊州亞當斯縣的一個非建制地區。該地的面積和人口皆未知。

## 地理
布萊克斯的座標為39°04′13″N 90°59′53″W / 39.07028°N 90.99806°W，而該地的平均海拔高度為221米（即725英尺）。